# Peristethium roraimense
Peristethium roraimense är en tvåhjärtbladig växtart som först beskrevs av Julian Alfred Steyermark, och fick sitt nu gällande namn av Kuijt. Peristethium roraimense ingår i släktet Peristethium och familjen Loranthaceae. Inga underarter finns listade i Catalogue of Life.